# أندرو جي. تي مور الثاني
أندرو جي. تي مور الثاني (بالإنجليزية: Andrew G. T. Moore II)‏ هو قاضي ومحامي أمريكي، ولد في 25 نوفمبر 1935 في نيو أورلينز في الولايات المتحدة، وتوفي في 10 ديسمبر 2018.